# Шаршау
Шаршау — длинная узорная тканая занавесь, разделяющая башкирское жилище на чистую и кухонную половины или на мужскую и женскую части.
Шаршау входит в приданое невесты, её дарят во время свадебных обрядов. Шаршау является традиционным элементом интерьера у башкир, других скотоводческих народов Центральной и Средней Азии.

## Изготовление
Шаршау шилось из холщовой, шириной 28—32 см или хлопчатобумажной ткани, шириной 40—50 см; обычно красного, иногда белого цвета. Полотно сшивали из нескольких частей, выполняя симметричным узор. В завершение пришивали тканую кайму.
Центр Шаршау обычно украшался цветочно-раститительным орнаментом или изображением животных.

## Интересные факты
Шаршау у башкир — мифологизированный предмет, с которым связано много примет: «Төшөңдә шаршау күрһәң, сәфәр сығыуға». — Если приснилась занавеска, это к дороге, «Шаршау күҙҙән ҫаҡлаған» — Занавеска защищала от сглаза.